# Покрајина Аликанте
Покрајина Аликанте (шп. Provincia de Alicante) је покрајина Шпаније у аутономној заједници Валенсијанска Заједница. Главни град је Аликанте.